# Măgurele, Ungheni
Măgurele este un sat din raionul Ungheni, Republica Moldova.

## Istorie
Atestat la 29 iunie 1661. Nota statistica. (2007). Distanțe: până la c-rul r-nal și st. c. f. Ungheni - 36 km, până la Chișinău - 98 km. Suprafața moșiei - 2.051 ha. Gospodării - 364. Populația - 986 de locuitori.
Primii oameni au venit aici cu peste 14 mii de ani în urmă. Ei au întemeiat o așezare, urmele căreia au fost descoperite de către arheologi. Pe locurile ei se găsesc diferite obiecte din cremene, specifice pentru epoca istorică a paleolitului (mileniile 40-12 î. Hr.).
Alte 2 sate au luat ființă cu cca 5.000 de ani în urmă. Pe atunci oamenii își făceau casele din bârne și lut, afânau și semănau pământul, creșteau vite, mai ales, cornute, cunoșteau arama, dar majoritatea uneltelor încă și le ciopleau din cremene, oase sau coarne de animale, lut. În sate erau meșteri buni la modelarea vaselor din lut, pe care le înfrumusețau cu diverse picturi. Peste un timp satele au ars. Obiectele, ce se mai găsesc pe vetrele lor, țin de epoca istorică numită în știință eneolit (mileniile IV-III î. Hr.).
Următorul sat a fost întemeiat după ce Dacia devenise provincie a Imperiului Roman. Locuitorii, fiind agricultori, crescători de vite, s-au stabilit pe aceste locuri fundamental. Aveau case mari, din lemn și lut, diferite acareturi. Până aici veneau negustori romani, care vindeau mărfuri orășenești și cumpărau de la localnici produse agricole. Satul se dezvolta repede, dar în a. 376 e. n. a fost și el prădat și ars de hunii veniți cu foc și sabie tocmai de la răsărit de munții Ural.
Cele 3 movile făcute din pământ mărturisesc destul de convingător despre prezența lor pe aici. Acestea sunt morminte, dar și documente istorice de mare valoare științifică.
De fapt, se iscă întrebarea: când, totuși, își luă începutul satul actual, dacă la 29 iunie 1661, când domnitorul Moldovei, îi întărea lui Dascu și fraților săi moșie la Măgurele, satul deja exista. Aceasta, însă, e cea mai veche știre documentară despre satul vizat, cu toate că după ea mult timp documentele au tăcut.
La înc. sec. XIX Măgurelele aveau 43 de birnici, în continuare documentele oficiale relatează din nou doar de mici neînțelegeri cu privire la hotarele moșiei, în care figurează nume de localnici.
Noua orânduire socială, sovietică, numără populația și constată că în Măgurele, la 10 noiem. 1940, locuiau 894 de oameni, incl. 882 de români.
La 1 aug. 1949 în Măgurele, cu toate pierderile din război, foamete și deportări, se înregistrează, totuși, 1.036 de oameni, toți români. Recensămînturile din 1979 și 1989 pun în condicile lor, respectiv, 1.063 de locuitori și 943 de locuitori. În fine, ultimul recensământ, cel din oct. 2004, înscrie în Măgurele 932 de locuitori. (Victor Ladaniuc, Localitățile Republicii Moldova)

## Administrație și politică
Componența Consiliului local Măgurele (9 consilieri), ales la 5 noiembrie 2023, este următoarea:
|  | Partid                                       | Consilieri | Componență | Componență | Componență |
|  | -------------------------------------------- | ---------- | ---------- | ---------- | ---------- |
|  | Partidul Liberal Democrat din Moldova        | 3          |            |            |            |
|  | Partidul Acțiune și Solidaritate             | 2          |            |            |            |
|  | Mișcarea „Respect Moldova”                   | 2          |            |            |            |
|  | Partidul Socialiștilor din Republica Moldova | 1          |            |            |            |
|  | Partidul Liberal                             | 1          |            |            |            |

## Personalități născute aici
- Nicolae Roșca (n. 1967), episcop.